# Тулуковська Оксана Яківна
Оксана Яківна Тулуковська (?, тепер Вінницька область — ?) — українська радянська діячка, новатор сільськогосподарського виробництва, ланкова колгоспу «Шляхом Леніна» Могилів-Подільського району Вінницької області. Депутат Верховної Ради УРСР 6-го скликання.

## Біографія
Народилася в селянській родині.
З 1950-х років — ланкова колгоспу «Шляхом Леніна» Могилів-Подільського району Вінницької області.

## Нагороди
- ордени
- медалі